# Dimetil-dikarbonát
A dimetil-dikarbonát (E242) (más néven DMDC, dikarbonsav-dimetil-észter, dimetil-pirokarbonát vagy Velcorin®) egy szúrós szagú színtelen folyadék. Elsősorban üdítő és egyéb italok tartósítására, valamint különféle eszközök fertőtlenítésére használják.
Az acetát-kináz és az l-glutamátsav-dekarboxiláz, valamint a gliceraldehid-3-foszfát-dehidrogenáz és az alkohol-dehidrogenáz esetében az enzimek hisztidin tartalmú részének metoxikarbonillációjánál enzim-inhibitorként működik.  Archiválva 2015. szeptember 24-i dátummal a Wayback Machine-ben
Üdítő- és egyéb italokhoz adva a következő reakciók játszódnak le:
- C4H6O5 + H2O → 2CH3OH + 2CO2
- C4H6O5 + NH3 → metil-karbamát
- C4H6O5 + aminosav → karboximetil

A DMDC-t fertőtlenítő, és tartósító hatása miatt egyes esetekben a borkészítés során a kén-dioxid helyettesítésére használják, mert gátolja többek között a káros gombák elszaporodását, mint például a Brettanomyces fajok.
A borkészítésen kívül kávé, tea, és gyümölcsitalok készítése során is felhasználhatják.